# آمانولین
آمانولین (به انگلیسی: Amanullin) با فرمول شیمیایی C39H54N10O12S یک ترکیب شیمیایی است. که جرم مولی آن ۸۸۶٫۸۶ گرم بر مول می‌باشد. شکل ظاهری این ترکیب، بلورهای جامد است.